# Carlos Monti
Carlos Monti (Buenos Aires, 27 de junio de 1957) es un periodista, productor televisivo y presentador de televisión argentino. Estuvo casado con Silvia Liceaga desde 1981 hasta su fallecimiento en 2023 con la cual tuvo tres hijos.

## Estudios
Egresado del Instituto Mariano Moreno con título de periodista comenzó a trabajar para diversos medios gráficos. El 16 de octubre de 1978 comenzó a trabajar en la popular revista Gente, que en esos momentos era dirigida por el también periodista Samuel Chiche Gelblung.

## Trayectoria
Trabajar en la revista Gente lo llevó a infiltrarse más en el mundo de la farándula y comenzó a ganar popularidad entre los editores. 
En 1992 hizo su debut en el ámbito televisivo desempeñándose como productor periodístico del conductor televisivo Lucho Avilés, por canal 9, que en ese entonces era dirigido por Alejandro Romay.
Durante los años '90 continuó trabajando detrás de las cámaras en El Periscopio, junto a Graciela Alfano por América TV, hasta que en febrero de 1997 debutó en su popular programa Rumores, que conducía junto a Susana Roccasalvo. Rumores era un programa que hacía las veces de noticiero de la farándula, comentando sobre las vidas artísticas y privadas de los famosos. Si bien el programa debutó en ATC (actual TV Pública), pasó por América TV y Azul Televisión (actual Canal 9).
Durante los años que duró el ciclo, Monti ganó popularidad en televisión. Rumores fue, probablemente, su trabajo más conocido y el primer programa de chimento (como se los llama comúnmente a los programas que hacen las veces de "noticieros de la farándula") en la Argentina. Continuó emitiéndose hasta 2002, año en que contó con la participación de muchos mediáticos, como Jacobo Winograd, Silvia Süller, Guido Süller, Adriana Aguirre, Ricardo García o Mich Amed.
A finales de 2003, por la pantalla de Canal 9, condujo un nuevo programa de chimento, Contalo, contalo, que duró hasta principios de 2005. 
A partir de 2004 comenzó a trabajar en el programa VQV (Vamos Que Venimos) por la señal de cable Magazine hasta 2007, año en que condujo "La Previa del show" de Bailando por un sueño, el conocido segmento del programa de Marcelo Tinelli, Showmatch.
Hasta abril de 2017, condujo junto a Verónica Varano, el programa "Informadísimos" de lunes a viernes de 10 a 12:30  por el canal Ciudad Magazine.
El 13 de abril de 2013 Carlos Monti firma junto con Susana Rocassalvo para hacer un nuevo programa en Canal 9 "Implacables" (donde hicieron años atrás "Rumores") con el mismo panel de "Mas Viviana", Evelyn Von Brocke, Amalia Granata y Yanina Latorre.
Durante dos años participó en el ciclo de actualidad «Pamela a la tarde», con Pamela David por América TV.
Se incorporó en 2020 a Confrontados conducido por Marina Calabró por elnueve, y más tarde a Nosotros a la mañana por eltrece hasta 2022. 
Desde noviembre de 2022 hasta enero de 2025, condujo Entrometidos por Net TV. En 2023 participó de Desayuno americano como panelista, con la conducción de Pamela David.
A partir de marzo de 2025 regresa a TV Pública con Mediodía bien arriba, un nuevo programa de espectáculos.